# Sbordoniola mazanderanica
Sbordoniola mazanderanica es una especie de escarabajo del género Sbordoniola, familia Leiodidae. Fue descrita por Zoia y Rampini en 1994. Se encuentra en Irán.

## Subespecies
Se reconocen las siguientes:
- S. m. dentata
- S. m. mazanderanica